# Sawadaeuops yunnanensis
Sawadaeuops yunnanensis là một loài bọ cánh cứng trong họ Attelabidae. Loài này được Liang miêu tả khoa học năm 2005.